# Hansjörg Gisiger

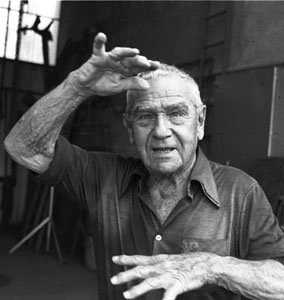
Hansjörg Gisiger

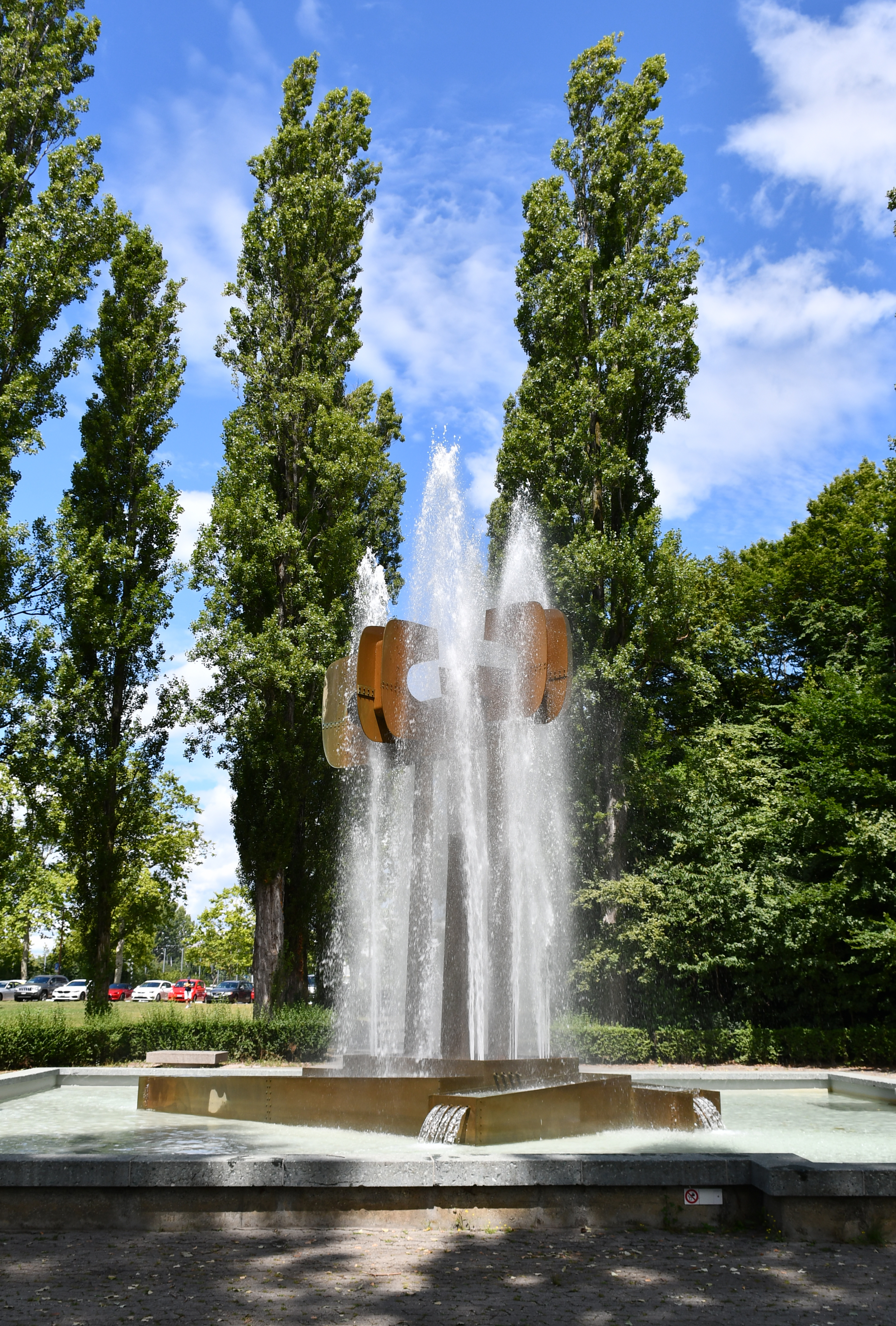
Brunnen Fontaine à la gloire de l’eau in Lausanne

Hansjörg Gisiger (* 26. Dezember 1919 in Basel; † 29. April 2008 in Lutry) war ein Schweizer Maler und Bildhauer.

## Leben
Hansjörg Gisiger war der Sohn eines Basler Hotelierpaars. Von 1938 bis 1944 studierte er Medizin, und nach dem Abbruch dieses Studiums absolvierte er die Kunstschule. 1946 eröffnete er in Lausanne ein eigenes Atelier. Schon 1949 konnte er seine Werke an einer Ausstellung in Paris zeigen, wo er regelmässig die Künstler der Avantgarde wie Jean Arp besuchte. Um den Schweizer Künstlern einen besseren Kontakt zur internationalen Kunstszene zu vermitteln, gründete er die Schweizer Sektion de Gruppe Espace. 1956 wurde er Professor an der École des beaux-arts de Lausanne. Er wandte sich der Metallskulptur zu und richtete in Lutry ein neues Atelier ein.
Gisiger konnte 1960 auf der Freilichtausstellung Matériaux, Espace, die von der Organisation Oeuvre (OEV) im Park Promenade Derrière-Bourg in Lausanne veranstaltet wurde, eine grossformatige Eisenplastik zeigen. Diese Werkschau fand im Hinblick auf die Landesausstellung Expo 64 statt und sollte den Platz der Künstler bei der Gestaltung des modernen urbanen Raumes aufzeigen. Hansjörg Gisigers monumentale Kupferskulptur Fontaine à la gloire de l’eau, auch  Fontaine de cuivre genannt, im Ausstellungsgelände der Expo 64 auf dem Flussdeltas des Flon in Lausanne fand grossen Anklang. Seither erhielt er von öffentlichen Institutionen und Privatfirmen besonders in den Kantonen Waadt und Basel-Stadt einige Aufträge für grossformatige Metallarbeiten. Seit 1972 schuf er auch Linolschnitte.
Der Bildhauer war mit seinem Werken an zahlreichen Ausstellungen vertreten, zum Beispiel an der Schweizer Plastik Ausstellung Biel in den Jahren 1954, 1958, 1966 und 1975, der Biennale Venedig 1956, der Biennale de Sculpture in Yverdon-les-Bains 1958 und der Gruppenausstellung Eisen 89 – Perspektiven Schweizer Eisenplastik 1934–1989 in Dietikon.
Werke von Hansjörg Gisiger befinden sich unter anderem im Aargauer Kunsthaus, im Musée cantonal des Beaux-Arts in Lausanne, im Musée d’art de Pully, im Minneapolis Institute of Art, im Musée National d’Art Moderne in Paris und in der Kunstsammlung Nestlé.

## Werke (Beispiele)
- Tombeau d’Ulysse (1954)
- Totem, Stahl (1956)
- Yatagan, Stahl (1956)
- Gisant, Stahl (1956–1967)
- Stahlskulptur beim Schulhaus Hämisgarten, Bottmingen (1959)
- Fontaine à la gloire de l’eau (1963–1964)
- Dédale inventeur de la roue, Eisen (1965)
- Betonskulptur für das Gartenbad am Bachgrabenvon Otto und Walter Senn in Basel (1962)
- Le cortège de Dionysos, nur als Modell (1973)
- Le joueur de flûte jardinier[4]
- L’Equilibriste, Stahl, Lausanne (1978)[5]
- Les mains du travail, Eisen (1983)
- Sisyphe (1991)
- La parade (1991)
- Pan (1994)
- Naissance, Linolschnitt, undatiert
- Don Quixote, Eisen (2001)